# تنیس، مصر
تنیس (به عربی: تنیس) جزیره‌ای است که در استان پورسعید در جنوب غربی شهر پورسعید در دریاچه المنزله در مصر قرار دارد.

## تاریخچه
تنیس در قدیم یک شهر مصری پیشرفته‌ای در نقطه فعلی شهر پورسعید در دوره‌های اسلامی بود، این شهر دارای یک بندر مهمی برای صادر کردن محصولات کشاورزی مصری بود، این شهر به خاطر صنعت بافندگی‌اش شهرت بسیار داشته‌است، با توجه به خبره بودن ساکنان تنیس در صنعت بافندگی سالانه تعهد داشتند که پرده کعبه را درست کنند. تنیس در طول سالیان بارها مورد تعرض و حمله جنگهای صلیبی قرار گرفت، تا اینکه سلطان کامل محمد بن عادل از سلسله ایوبی در سال ۶۲۴ هجری قمری برابر با ۱۲۲۷ میلادی دستور تخریب این شهر و انتقال ساکنان آن که بالغ بر ۵۰ هزار نفر می‌شد را برای اینکه سربازان و نیروهای صلیبی نتوانند از طریق آن به پایتخت دست پیدا کنند را داد.